# Mercedes Balcells
Mercedes Balcells Camps (Barcelona, 1972) es una investigadora e ingeniera química española, especializada en bioquímica y en ingeniería de tejidos. En 2011, el Gobierno de España le otorgó la Cruz de la Orden del Mérito Civil por su impulso a la colaboración científica entre el Instituto de Tecnología de Massachusetts (MIT), de Estados Unidos y entidades españolas.

## Trayectoria
Se formó en ingeniería química en el Instituto Químico de Sarriá (IQS) en 1995 y, al año siguiente, en 1996, completó sus estudios con un máster en química en la Universidad Ramon Llull. En 1999, se doctoró en química macromolecular en la Universidad Técnica de Aquisgrán (RWTH Aachen en Alemania), consolidando su trayectoria en el ámbito de la química y la ingeniería química.
Balcells es investigadora en el Instituto de Ingeniería y Ciencias Médicas (IMES) perteneciente al Instituto de Tecnología de Massachusetts (MIT), y profesora titular en bioingeniería en el Instituto Químico de Sarriá. Además, es codirectora del programa MIT Spain, que impulsa la colaboración académica y científica entre el MIT de Estados Unidos y diversas instituciones en España.
Su trabajo de investigación se centra en la ingeniería de tejidos. Su equipo ya ha demostrado cómo los estados de las células endoteliales son fundamentales en la respuesta del cuerpo ante lesiones, tanto vasculares como neurológicas. Los conceptos que ha desarrollado han contribuido a comprender por qué la enfermedad microvascular es un elemento clave y un factor que agrava las enfermedades neurodegenerativas.
Además de su labor científica, fue co-fundadora de la startup española Regenear, centrada en el desarrollo de biokits para regenerar cartílago facial en tres dimensiones a partir de células del propio paciente.
También dirige, desde 2016, el programa MIT IDEA2 Global, una iniciativa que brinda mentoría y conexiones entre innovadores biomédicos de todo el mundo para desarrollar y materializar sus ideas de proyectos.

## Reconocimientos
En 2010, el Ministerio de Economía, Comercio y Empresa (MINECO) concedió una ayuda a un proyecto liderado por Mercedes Balcells Camps, centrado en el desarrollo de nuevos enfoques para tratar enfermedades neurológicas, un reto creciente en el contexto del envejecimiento de la población. El proyecto, denominado HARNESS por sus siglas en inglés, se enfocaba en el diagnóstico y tratamiento de patologías cerebrovasculares a partir del estudio de los receptores y del secretoma del endotelio microvascular cerebral. En esta investigación colaboraron también los profesores Jordi Martorell y José Javier Molins.
Un año más tarde, en 2011, el Gobierno de España reconoció la labor de Balcells al concederle la Cruz de la Orden del Mérito Civil, en reconocimiento a su papel en el fortalecimiento de la colaboración científica entre el Instituto de Tecnología de Massachusetts (MIT), de Estados Unidos y diversas instituciones españolas.